# 2016년 선거 목록

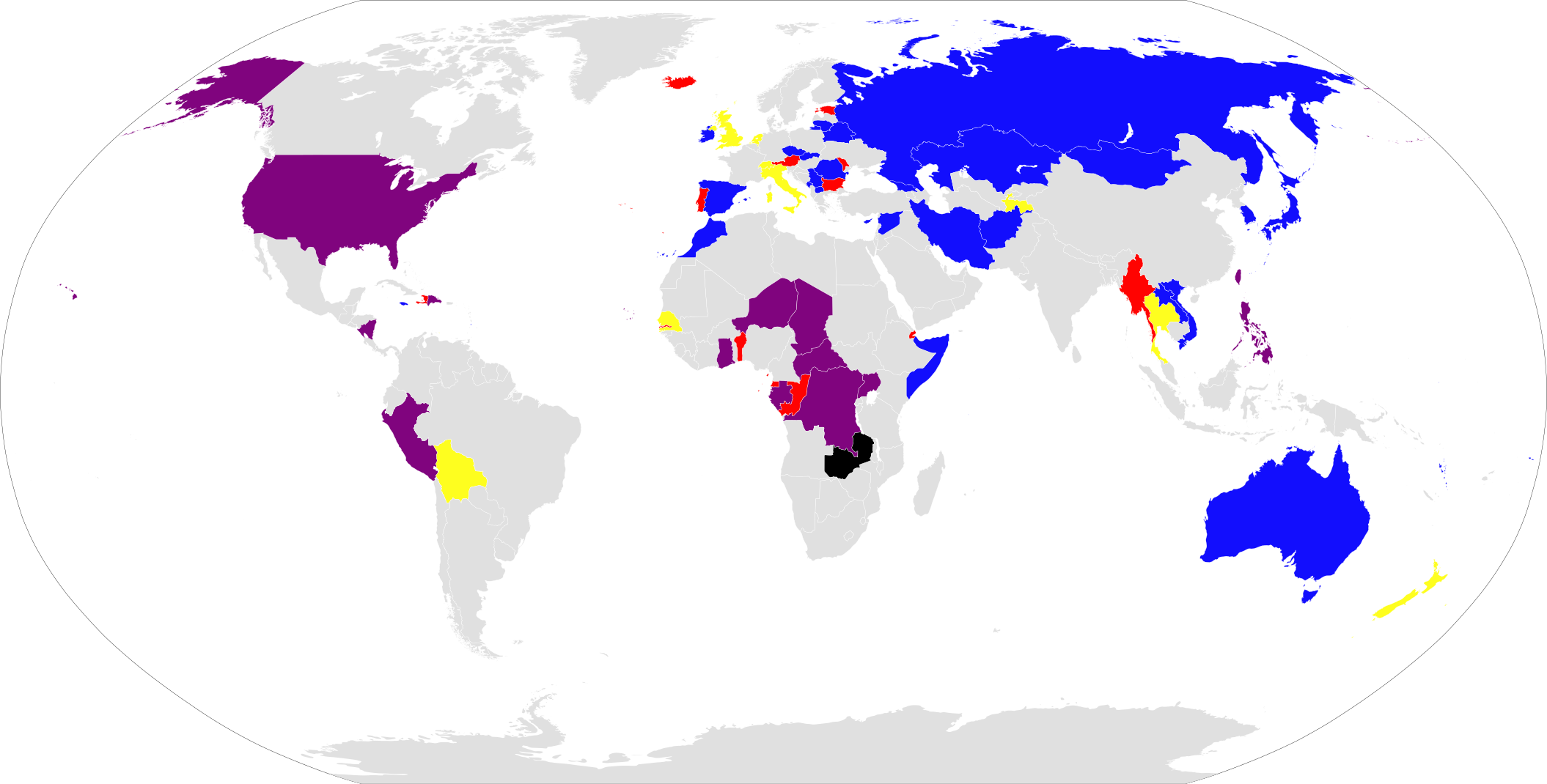
색칠된 국가는 전국 단위로 선거가 진행된다.

2016년에 실시된 각국의 선거와 국민투표는 다음과 같다.

## 시기별

### 1월
- 1월 16일 -  중화민국
  - 총통 선거
  - 입법위원 선거

### 3월
- 3월 13일 -  독일
  - 바덴뷔르템베르크 주의회 선거
  - 라인란트팔츠 주의회 선거
  - 작센안할트 주의회 선거

### 4월
- 4월 13일 -  대한민국 총선

### 5월
- 5월 5일 -  영국
  -  잉글랜드 지방선거
    - 런던 시장선거

  -  스코틀랜드 스코틀랜드 주의회 선거
  -  웨일스 웨일스 주의회 선거
  -  북아일랜드 북아일랜드 주의회 선거

### 6월
- 6월 23일 -  영국 유럽 연합 회원국 국민투표

### 7월
- 7월 10일 -  일본 참의원 선거

### 11월
- 11월 8일 -  미국
  - 대통령 선거
  - 상원의원 선거
  - 하원의원 선거
  - 주지사 선거

### 12월
- 12월 4일 -  이탈리아 개헌 국민투표